# Die Verrückten sind in der Stadt
Die Verrückten sind in der Stadt (en español: Los Locos Están En La Ciudad) es el primer Álbum en vivo de la banda berlínesa In Extremo. El disco cuenta con canciones de sus tres discos anteriores: Gold, Hameln y Weckt Die Toten!.

## El Disco
Die Verrückten sind in der Stadt es un disco acústico grabado durante la presentación del grupo en el festival medieval Runneburg en Erfurt.

## Lista de canciones
| N.º   | Título                                           | Duración |  |
| 1.    | «Ansage 6 Vagabunden»                            | 1:00     |  |
| 2.    | «Galgen»                                         | 1:29     |  |
| 3.    | «Ansage Totus Florio»                            | 0:20     |  |
| 4.    | «Totus Florio»                                   | 2:22     |  |
| 5.    | «Ansage Maria»                                   | 1:44     |  |
| 6.    | «Scaracuila»                                     | 3:19     |  |
| 7.    | «Ansage Dödet»                                   | 3:07     |  |
| 8.    | «Skudrinka (Dödet)»                              | 3:27     |  |
| 9.    | «Ansage Quant»                                   | 1:17     |  |
| 10.   | «Quant je suis mis au retour»                    | 3:05     |  |
| 11.   | «Hameln»                                         | 2:52     |  |
| 12.   | «Neva Ceng I Harbe»                              | 3:28     |  |
| 13.   | «Ansage Villeman»                                | 4:19     |  |
| 14.   | «Villeman Og Magnhild»                           | 3:10     |  |
| 15.   | «Neunerle»                                       | 3:46     |  |
| 16.   | «Ansage Fred»                                    | 1:53     |  |
| 17.   | «Traubentritt»                                   | 4:17     |  |
| 18.   | «Vorstellung»                                    | 2:47     |  |
| 19.   | «Ecce Rex Darius»                                | 5:02     |  |
| 20.   | «Ansage Engländer»                               | 1:30     |  |
| 21.   | «Wie Kann Ich das Herz Meiner Liebsten Gewinnen» | 2:36     |  |
| 22.   | «Absammeln»                                      | 2:38     |  |
| 59:41 |                                                  |          |  |